# Station Heswall
Heswall is een spoorwegstation van National Rail in Heswall, Wirral in Engeland. Het station is eigendom van Network Rail en wordt beheerd door Transport for Wales. 